# Torymus
Torymus är ett släkte av steklar som beskrevs av Johan Wilhelm Dalman 1820. Torymus ingår i familjen gallglanssteklar.

## Bildgalleri

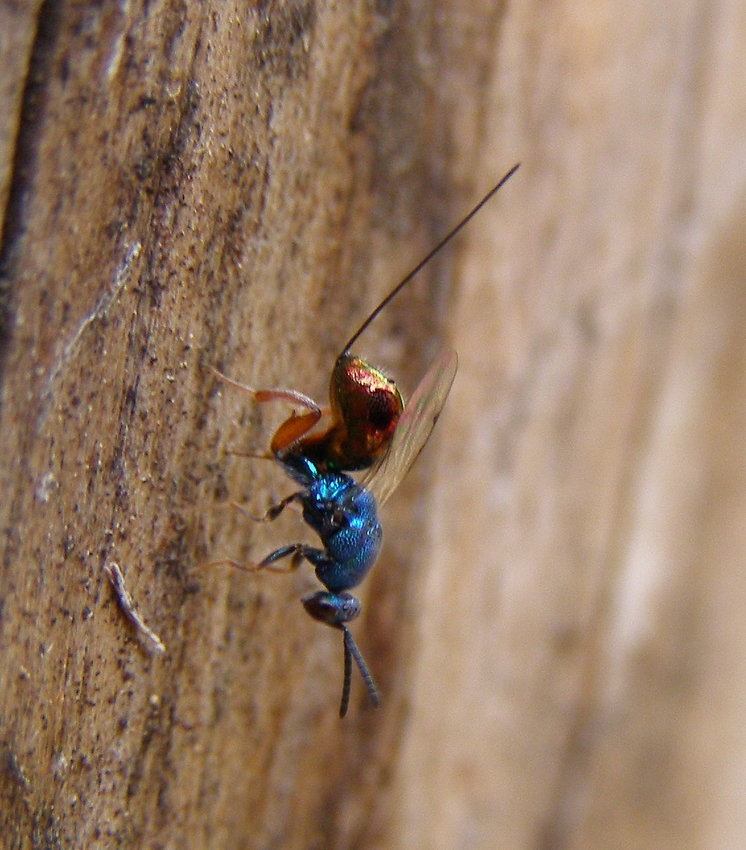
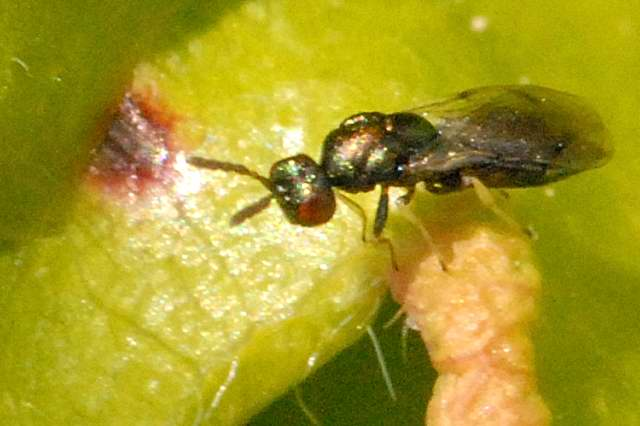
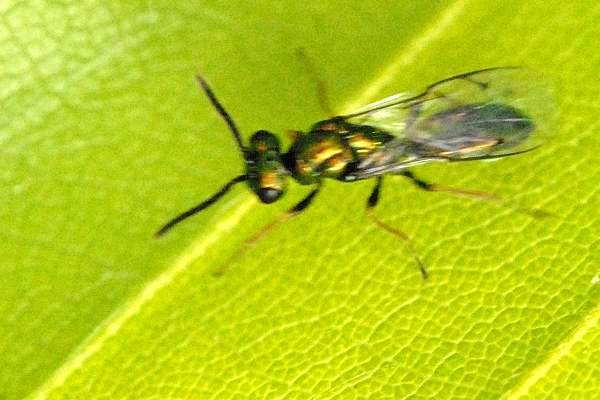
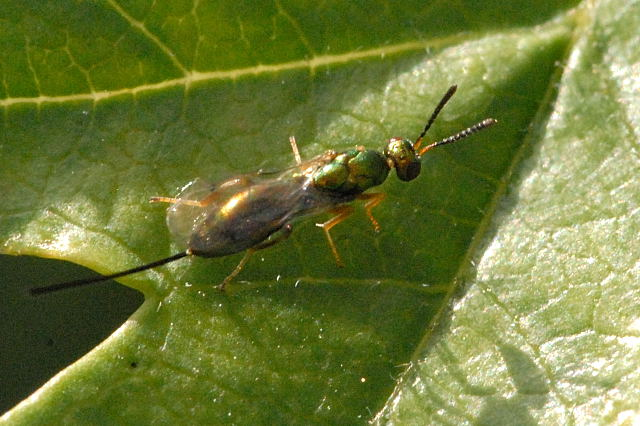
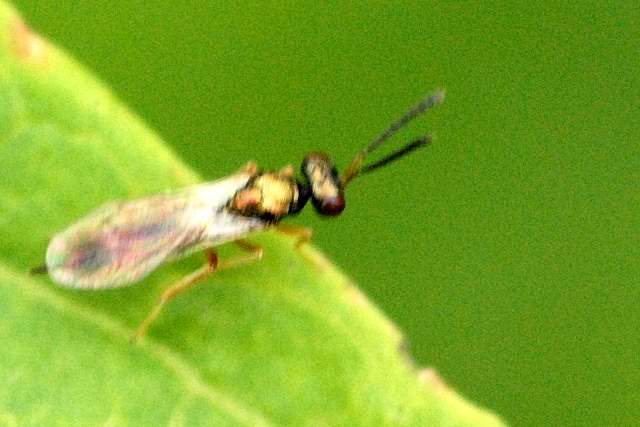
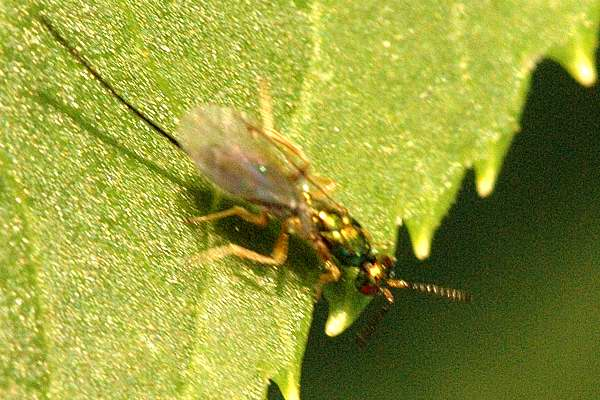

## Dottertaxa tillTorymus, i alfabetisk ordning[1][2]
- Torymus absonus
- Torymus aceris
- Torymus acrophilae
- Torymus advenus
- Torymus aea
- Torymus aeneoscapus
- Torymus aereus
- Torymus affinis
- Torymus alaskensis
- Torymus amurensis
- Torymus anastativorus
- Torymus angelicae
- Torymus anthobiae
- Torymus anthomyiae
- Torymus apiomyiae
- Torymus arcadius
- Torymus arcella
- Torymus arcticus
- Torymus argei
- Torymus armatus
- Torymus arrogans
- Torymus artemisiae
- Torymus arundinis
- Torymus asphondyliae
- Torymus asteridis
- Torymus atheatus
- Torymus atriplicis
- Torymus aucupariae
- Torymus auratus
- Torymus austriacus
- Torymus aztecus
- Torymus azureus
- Torymus baccharidis
- Torymus basalis
- Torymus baudysi
- Torymus bedeguaris
- Torymus beneficus
- Torymus biarticulatus
- Torymus bicoloratus
- Torymus bicolorus
- Torymus bifasciipennis
- Torymus biorhizae
- Torymus boharti
- Torymus boops
- Torymus borealis
- Torymus bouceki
- Torymus brachyurus
- Torymus brevicoxa
- Torymus breviscapus
- Torymus brodiei
- Torymus calcaratus
- Torymus caledonicus
- Torymus californicus
- Torymus canariensis
- Torymus capillaceus
- Torymus capitis
- Torymus capitonis
- Torymus caudatulus
- Torymus caudatus
- Torymus cecidomyae
- Torymus centor
- Torymus cerri
- Torymus chapadae
- Torymus chaubattiensis
- Torymus chlorocopes
- Torymus chloromerus
- Torymus chrysocephalus
- Torymus chrysochlorus
- Torymus cingulatus
- Torymus citripes
- Torymus coccineus
- Torymus coeruleus
- Torymus coloradensis
- Torymus condaliae
- Torymus confinis
- Torymus confluens
- Torymus contractus
- Torymus contubernalis
- Torymus corni
- Torymus crassiceps
- Torymus crassus
- Torymus cretaceus
- Torymus cribratus
- Torymus cruentatus
- Torymus cultratus
- Torymus cultriventris
- Torymus cupratus
- Torymus cupreus
- Torymus curticauda
- Torymus curtisi
- Torymus curvatulus
- Torymus cyaneus
- Torymus cyprianus
- Torymus dasyneurae
- Torymus dennoi
- Torymus denticulatus
- Torymus diabolus
- Torymus difficilis
- Torymus druparum
- Torymus dryophantae
- Torymus dubiosus
- Torymus duplicatus
- Torymus durus
- Torymus eadyi
- Torymus ebrius
- Torymus eglanteriae
- Torymus elegantissimus
- Torymus epilobii
- Torymus ermolenkoi
- Torymus erucarum
- Torymus eumelis
- Torymus eurytomae
- Torymus evansi
- Torymus ezomatsuanus
- Torymus fagi
- Torymus fagineus
- Torymus fagopirum
- Torymus fastuosus
- Torymus favardi
- Torymus ferrugineipes
- Torymus festivus
- Torymus filipendulae
- Torymus fischeri
- Torymus flavicoxa
- Torymus flavipes
- Torymus flaviventris
- Torymus flavocinctus
- Torymus flavovariegatus
- Torymus floridensis
- Torymus formosus
- Torymus fractiosus
- Torymus frankiei
- Torymus frater
- Torymus fujianensis
- Torymus fullawayi
- Torymus fulvus
- Torymus fuscicornis
- Torymus fuscipes
- Torymus gahani
- Torymus galeobdolonis
- Torymus galii
- Torymus gansuensis
- Torymus genisticola
- Torymus geranii
- Torymus giraudianus
- Torymus globiceps
- Torymus gloriosus
- Torymus gracilior
- Torymus grahami
- Torymus guyanaus
- Torymus hainesi
- Torymus halimi
- Torymus hederae
- Torymus helianthi
- Torymus helveticus
- Torymus heterobiae
- Torymus heyeri
- Torymus himachalicus
- Torymus hircinus
- Torymus hirsutus
- Torymus hobbsi
- Torymus holcaspoideus
- Torymus hornigi
- Torymus huberi
- Torymus hylesini
- Torymus iacchos
- Torymus igniceps
- Torymus impar
- Torymus imperatrix
- Torymus indicus
- Torymus interruptus
- Torymus inulae
- Torymus iraklii
- Torymus isajevi
- Torymus janetiellae
- Torymus josefi
- Torymus josephinae
- Torymus juniperi
- Torymus kiefferi
- Torymus kinseyi
- Torymus koebelei
- Torymus kononovae
- Torymus koreanus
- Torymus kovaci
- Torymus laetus
- Torymus lampros
- Torymus lapsanae
- Torymus laricis
- Torymus larreae
- Torymus lathyri
- Torymus latialatus
- Torymus lini
- Torymus lissus
- Torymus lividus
- Torymus longicalcar
- Torymus longicauda
- Torymus longior
- Torymus longiscapus
- Torymus longistigmus
- Torymus loranthi
- Torymus luridus
- Torymus lyciicola
- Torymus lythri
- Torymus maculatus
- Torymus maculipennis
- Torymus magnificus
- Torymus mandrakensis
- Torymus mediocris
- Torymus mellipes
- Torymus memnonius
- Torymus mendocinus
- Torymus mexicanus
- Torymus microcerus
- Torymus microstigma
- Torymus micrurus
- Torymus millefolii
- Torymus missouriensis
- Torymus monticola
- Torymus montserrati
- Torymus multicolor
- Torymus myrtacearum
- Torymus narvikensis
- Torymus nebulosus
- Torymus neepalensis
- Torymus nemorum
- Torymus neuroterus
- Torymus nigritarsus
- Torymus nitidulus
- Torymus nobilis
- Torymus nonacris
- Torymus notatus
- Torymus novitzkyi
- Torymus nubilus
- Torymus nudus
- Torymus obscurus
- Torymus occidentalis
- Torymus ochreatus
- Torymus oreiplanus
- Torymus orissaensis
- Torymus orobi
- Torymus osborni
- Torymus oviperditor
- Torymus pachypsyllae
- Torymus pallidipes
- Torymus paludum
- Torymus paraguayensis
- Torymus partitus
- Torymus pascuorum
- Torymus pastinacae
- Torymus pavidus
- Torymus perplexus
- Torymus persicariae
- Torymus persimilis
- Torymus philippii
- Torymus phillyreae
- Torymus poae
- Torymus potamius
- Torymus pretiosus
- Torymus problematicus
- Torymus prosopidis
- Torymus prunicola
- Torymus pseudotsugae
- Torymus pulchellus
- Torymus punctifrons
- Torymus purpurascens
- Torymus purpureae
- Torymus purpureomaculata
- Torymus putoniellae
- Torymus pygmaeus
- Torymus quadriceps
- Torymus quercinus
- Torymus ramicola
- Torymus regalis
- Torymus resinanae
- Torymus rhamni
- Torymus rhoditidis
- Torymus ringofuschi
- Torymus roboris
- Torymus rosariae
- Torymus rubi
- Torymus rubigasterus
- Torymus rudbeckiae
- Torymus rufipes
- Torymus rugglesi
- Torymus rugosipunctatus
- Torymus ruschkai
- Torymus salicis
- Torymus sapporoensis
- Torymus sarothamni
- Torymus scalaris
- Torymus scandicus
- Torymus scaposus
- Torymus schizothecae
- Torymus scutellaris
- Torymus seminum
- Torymus sharmai
- Torymus silenus
- Torymus sinensis
- Torymus smithi
- Torymus socius
- Torymus solidaginis
- Torymus solitarius
- Torymus spaici
- Torymus speciosus
- Torymus sphaerocephalus
- Torymus spilopterus
- Torymus splendidulus
- Torymus stenus
- Torymus stom
- Torymus strenuus
- Torymus subcalifornicus
- Torymus subnudus
- Torymus sulcatus
- Torymus superbus
- Torymus sylvicola
- Torymus tanaceticola
- Torymus tatianae
- Torymus terentianus
- Torymus texanus
- Torymus thalassinus
- Torymus theon
- Torymus thompsoni
- Torymus thoracicus
- Torymus thymi
- Torymus tipulariarum
- Torymus triangularis
- Torymus tsugae
- Torymus tubicola
- Torymus ulmariae
- Torymus umbilicatus
- Torymus wachtliellae
- Torymus valerii
- Torymus vallisnierii
- Torymus varians
- Torymus warreni
- Torymus ventralis
- Torymus verbasci
- Torymus veronicae
- Torymus vesiculi
- Torymus violae
- Torymus xanthopus
- Torymus zhejiangensis